# José Hehenberger
Padre José Hehenberger (1940-), “Padre José” ou “Padre Josef”, como é conhecido popularmente, é um missionário e monge Cisterciense pertencente ao Mosteiro de Jequitibá, nascido em 20 de fevereiro de 1940 em Stroheim na Áustria. Filho de pais agricultores e de tradição católica, possui dois irmãos e duas irmãs.
Desde novo, o Padre José se sentia destinado à vida religiosa, quando aos doze anos estava inserido no seminário religioso. Já aos 22 anos, José Hehenberger estava cursando a faculdade de filosofia em 1962, quando recebeu uma proposta do bispo para atuar como educador até o momento em que concluiu os estudos na Áustria e veio rumo ao Brasil como missionário, em 1966 aos 26 anos para continuar seus estudos teológicos.
No primeiro momento esteve localizado no Rio de Janeiro, até ser enviado para Salvador, onde daria início a sua trajetória de estudos em teologia junto a ordem dos franciscanos, em que teria o primeiro contato com a diferença na realidade do que vivia, que culminaria nas ações realizadas nos sertões da Bahia quando fora designado.

## Vida religiosa
Por nascer em família católica, Padre José estava inserido na dinâmica dos dogmas cristãos desde muito novo, aos 11 anos decide se tornar padre, dando início aos estudos no seminário ao qual foi ordenado aos 12 anos de idade. Já em idade adulta, formou-se aos 26 anos e veio para o Brasil continuar os estudos quando em 1968 no Mosteiro de Jequitibá é ordenado Padre pelo bispo, que tinha como objetivo o trabalho na comunidade.
Já no Brasil, deu continuidade aos estudos com a Ordem dos Franciscanos que realizavam atividades de assistência. Sendo a presença dessas duas ordens a base para a formação progressista e realização das atividades designadas a Padre José quando esteve presente na cidade de Jacobina em 1979 para auxiliar o seu antecessor, Padre Alfredo Haasler(1907-1997) nos trabalhos religiosos e sociais.
O mesmo ficou responsável pelas zonas periféricas onde normalmente viviam as populações mais pobres. Onde observava essas camadas marginalizadas e após identificar os problemas, passou a criar estratégias que iam contra a atuação das elites locais, responsáveis pelos problemas vivenciados por essas classes excluídas, estratégias essas que muitas vezes suas ações iam em contraponto às ações pastorais realizadas pelo seu antecessor e as estruturas centralizadas na política conservadora e elitista que se encontrava Jacobina e região.
Para Padre José, influenciado pela Teologia da Libertação, e que tinha como objetivo a libertação dos oprimidos, para evangelizar não bastava apenas diminuir as demandas da população como era instruído. Para ele era necessário a conscientização desses indivíduos e a mobilização social para que houvesse uma tentativa de rompimento com as desigualdades sociais a que eram submetidos constantemente.
O padre também foi responsável por promover projetos relacionados ao bem estar da população, ao contribuir para fundação da Casa de Repouso(1994) que tinha o intuito de oferecer tratamentos médicos e ajudar a população mais carente de recursos e auxiliar na luta pela terra.
Todas essas ações que tinham por base a Teologia da Libertação e sua formação nas ordens dos Cistercienses e Franciscanos, eram voltadas às classes subalternizadas. O pároco promoveu mudanças no âmbito social, político e religioso na sociedade Jacobinense que consequentemente resultou não falta apoio por parte da ala conservadora da Igreja e dos setores da elite local que se mostravam insatisfeitos e classificavam como “subversivas” as ações do padre.
Em 8 de maio de 2023, os padres José Hehenberger, Padre Antônio e Padre Basílio, sendo todos pertencentes à Ordem Cisterciense, se reuniram na Diocese de Senhor do Bonfim com o bispo do Dom Heraldo para solicitar o início da investigação da vida e das ações pastorais do Padre Alfredo Haasler (1907-1997) para levar a sua beatificação.

## Luta pela terra
A trajetória de Padre José sempre esteve interligada à causa da terra, justamente por ser filho de agricultores e fazer parte da Ordem dos Cistercienses, que facilitou suas ações voltadas para garantia de autonomia das pessoas do campo e suas lutas não tinham de apoio das autoridades locais.
Em 1968, atuou na comunidade do Mosteiro de Jequitibá, em Mundo Novo, como fundador da Escola Agro Profissional, que tinha por objetivo promover a alfabetização e autonomia das pessoas por meio de oficinas de mecânica e carpintaria. Até ser transferido para Miguel Calmon, acusado pelas elites locais de mobilizar trabalhadores e camponeses em prol da Reforma Agrária , onde auxiliou na nova localidade as famílias vítimas dos grileiros.
Tendo em vista o contexto de resistência ao sistema vigente, em 1979 quando chegou em Jacobina e foi designado Pároco da Paróquia de Santo Antônio,  onde atuou na CPT(Comissão Pastoral da Terra - Jacobina) em oposição ao Sindicato dos Trabalhadores, que não dialogava com essa classe e era encabeçado por figuras da elite da cidade. A CPT foi uma organização importante no reforço do protagonismo do indivíduo do campo na luta pela terra e a resistência às adversidades.
Nesse período é necessário entender o cenário político que Jacobina e as regiões circunvizinhas vivia. A cidade era incorporada no sistema de coronelismo, normalmente era um pequeno grupo de pessoas que dispunham de poder e prestígio que compunham a elite local como o médico e coronel Francisco Rocha Pires, que esteve no poder da cidade durante um longo período.
Desse modo, a chegada do padre José a Jacobina desencadeou um movimento de mudança no cenário político e religioso consolidado, onde as ações e decisões tomadas pelo pároco trazia os marginalizados para o centro de decisão, estava indo em contraposição ao modelo e a cooperação com a elite criada pelo seu antecessor, mesmo sendo o último a fazer a conexão do Padre José com essas camadas.
Os atos do pároco em instruir os setores populares a pensarem e lutar pelos seus direitos, fez a sociedade conservadora classificar suas atitudes “subversivas” ou “radicais”, visto que sua imagem já era controversa desde o episódio em ocorrido em Piabas, quando ajudou a população quilombola contra os fazendeiros.
De maneira que sua ação também era classificada de forma ofensiva como “fanatismo religioso” que minimizava sua luta e empenho com as classes excluídas, como também sua imagem que era constantemente atrelada ao Partido dos Trabalhadores(PT) ou ao comunismo, que caracterizam o pároco como uma figura de adversidades para a sociedade da época.